# Ridino, Kărdjali
Ridino (în bulgară Ридино) este un sat în comuna Djebel, regiunea Kărdjali,  Bulgaria. 

## Demografie
Componența etnică a satului Ridino
     Turci (98,73%)
     Bulgari (1,26%)
     Nicio identificare (0%)
     Altele (0%)
La recensământul din 2011, populația satului Ridino era de 317 locuitori. Din punct de vedere etnic, majoritatea locuitorilor (98,73%) erau turci, cu o minoritate de bulgari (1,26%). Pentru 0% din locuitori nu este cunoscută apartenența etnică.